# Lutrochus geniculatus
Lutrochus geniculatus is een keversoort uit de familie Lutrochidae. De wetenschappelijke naam van de soort is voor het eerst geldig gepubliceerd in 1864 door Chevrolat.